# Milanów (Lublin)
Milanów is een dorp in het Poolse woiwodschap Lublin, in het district Parczewski. De plaats maakt deel uit van de gemeente Milanów en telt 1000 inwoners.